# Amazonasi óriás-tündérrózsa
Az amazonasi óriás-tündérrózsa (Victoria amazonica) a tündérrózsa-virágúak (Nymphaeales) rendjébe és a tündérrózsafélék (Nymphaeaceae) családjába tartozó és növények között a legnagyobbra megnövő növényfaj. Magyar nevei között szerepel még az amazonasi-tündérrózsa, brazíliai-tündérrózsa, illetve a tündérrózsák királynője is. Elterjedési helye az Amazonas lassú folyású mellékfolyói.
Nemzetségének a típusfaja.

## Megjelenése
A vízfelszínen kiterülő levelei felhajló szélűek, természetes élőhelyén elérhetik akár a 2–3 méteres átmérőt, és egy 35 kilós gyermeket is elbírnak. A víz alatti szára is elérheti 7–8 m-es hosszúságot. A levelek fonákát hegyes tüskék borítják, hogy megvédjék a növényevő halak ellen. Ez a faj látható a guyanai címerben is. A mindössze két éjszakán át nyíló, 20-25 cm átmérőjű virág az első éjszaka hófehér és ananászillatot áraszt, a második éjjel pedig már nyílás után rózsaszínű lesz. Beporzását rovarok végzik.

## Victoria amazonicaMagyarországon
Kassáról került Budapestre és Nyíregyházára. Az Egyetem Botanikus Kertjében 1893-ban épült fel a Viktória-ház és az amazonasi óriás tündérrózsa virágzásában először 1894-ben gyönyörködhetett a nagyközönség.

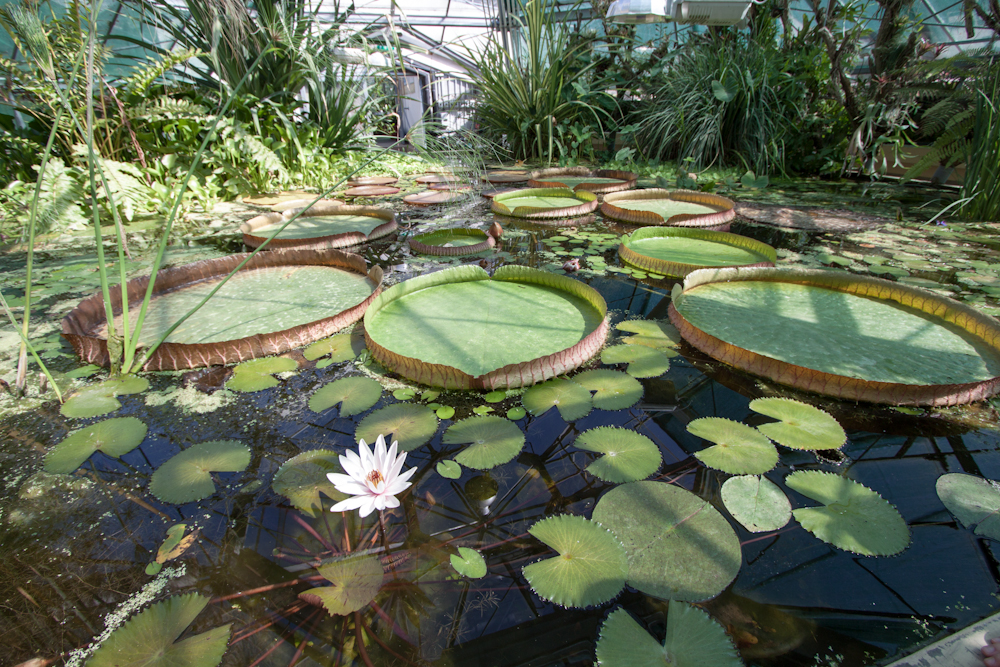
Az amazonasi tündérrózsa a budapesti Füvészkert Viktória-házában (a virág más tavirózsáé)
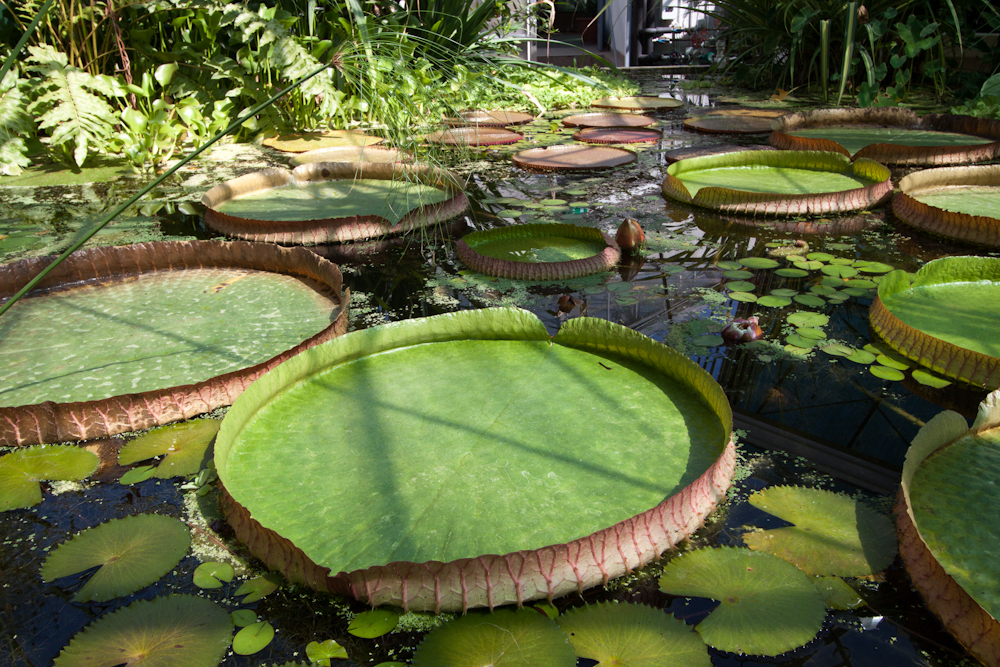
Az amazonasi tündérrózsa levele
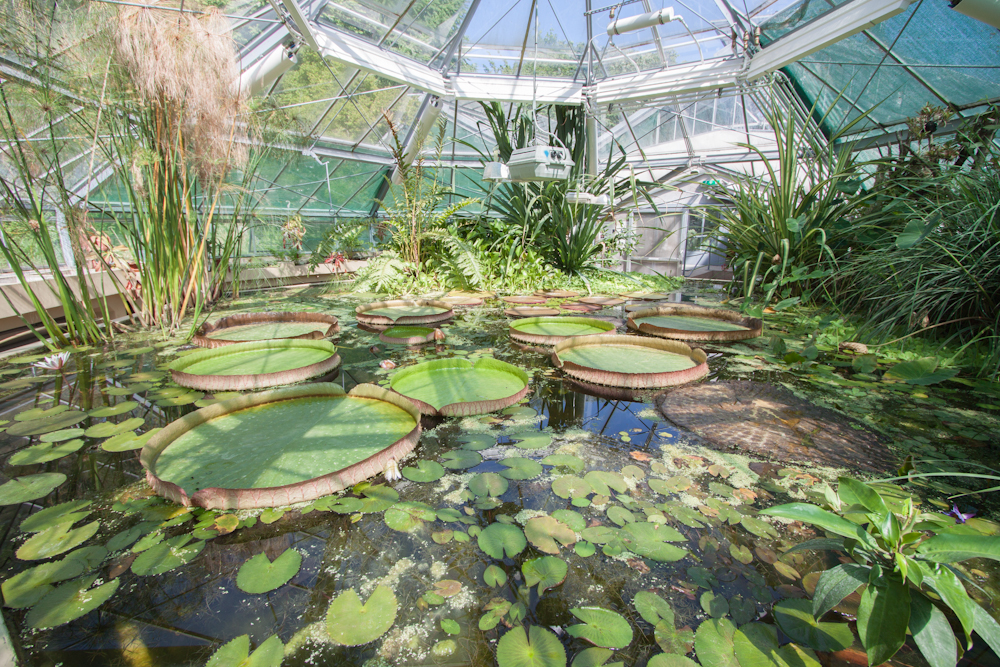
A Viktória-ház belső képe

## Fordítás
- Ez a szócikk részben vagy egészben  a   Victoria_regia című angol Wikipédia-szócikk ezen változatának fordításán alapul.  Az eredeti cikk szerkesztőit annak laptörténete sorolja fel. Ez a jelzés csupán a megfogalmazás eredetét és a szerzői jogokat jelzi, nem szolgál a cikkben szereplő információk forrásmegjelöléseként.